# Luperina knilli
Luperina knilli là một loài bướm đêm trong họ Noctuidae.